# Metal Gear (arme)
Cet article concerne la machine fictive Metal Gear. Pour la série, voir Metal Gear (série de jeux vidéo). Pour le premier jeu de cette série, voir Metal Gear (jeu vidéo).
 (janvier 2015).
Si vous disposez d'ouvrages ou d'articles de référence ou si vous connaissez des sites web de qualité traitant du thème abordé ici, merci de compléter l'article en donnant les références utiles à sa vérifiabilité et en les liant à la section « Notes et références ».
Les Metal Gear sont des machines imaginaires de type mecha présentes dans les jeux vidéo de la série Metal Gear.
L'une des figures emblématiques de la grande saga est le Metal Gear, le robot bipède, puisque dans chaque épisode le héros, Solid Snake, Raiden et Big Boss (Naked Snake), doit en affronter un nouveau modèle.

## Une idée venue avec les Soviétiques «Shagohod»
Le Shagohod (en russe Шагоход, littéralement « monstre bipède ») est une arme fictive qui fait son apparition dans Metal Gear Solid 3: Snake Eater. Son créateur est Sokolov.
Note : le Shagohod n'est pas un Metal Gear mais un « concurrent » de celui-ci. En effet, il s'agissait de deux projets différents, dont un seul avait retenu l'attention de l'URSS.

### Développement
En pleine guerre froide, la tension entre l'URSS et les États-Unis est à son maximum. Un ingénieur russe, Sokolov, met au point une machine si destructrice qu'elle pourrait mettre fin à la guerre froide. La toute première arme de type mecha est née.
Développé durant la guerre froide par un groupe dissident de l'Armée rouge, sous le commandement du colonel Volgin, et grâce à une ressource financière quasi-illimitée appelée « l'Héritage des Philosophes », le Shagohod n'a cependant pas pu être produit à grande échelle à cause de la destruction du laboratoire de recherche de Groznyj Grad.

### Capacités techniques
Sans être un mecha totalement bipède, le Shagohod est plutôt un tank non conventionnel, armé de missiles balistiques de moyenne portée, il peut cependant passer à une portée intercontinentale. Il peut être piloté par une seule personne, même s'il peut y avoir un copilote.
Le Shagohod possède un corps articulé, divisé en deux parties. La partie avant est équipée de chenilles foreuses « Archimedes » montées sur des jambes hydrauliques, qui tirent littéralement la volumineuse partie arrière, qui elle flotte sur un coussin d'air à la manière des aéroglisseurs. Alors que ce système de propulsion est inhabituel, encore plus inhabituelles sont les roquettes booster auxiliaires du Shagohod. Avec un terrain dégagé suffisamment long et plat (comme une autoroute ou une piste de décollage), le Shagohod peut allumer ses boosters pour augmenter considérablement sa vitesse (plus de 480 km/h) avant de lancer son arme principale, un missile nucléaire balistique de moyenne portée. De cette façon, la vitesse du Shagohod s'additionne à celle du missile, lui permettant de frapper n'importe quelle cible pratiquement partout dans le monde. Le Shagohod est également équipé de parachutes pour l'aider à ralentir après un tir de missile boosté.
Hormis son missile balistique à portée intermédiaire SS-20 « Saber », le Shagohod possède des armes de défense, dont trois mitrailleuses DShKM (deux à l'avant pour se défendre de l'infanterie, une montée sur tourelle pour se défendre des frappes aérienne à très basse altitude), six missiles sol-air autoguidés 9K112 Kobra (en) pour se protéger des attaques aériennes, et des volley guns (mitrailleuses à multiples canons) de 100 barillets pour se défendre des attaques lourdes (type tanks).
D'après l'ingénieur, le professeur Sokolov, le Shagohod ne peut être détecté par les satellites ou les avions espions.

## Metal Gear RAXA
Construit en 1971 par Ghost (en réalité Nikolai Stephanovich Sokolov) sur la péninsule de San Hyéronimo, le RAXA est un modèle concurrent du Metal Gear. Il fut détruit par Big Boss.

## Le projet Peace Walker
Le jeu Metal Gear Solid: Peace Walker oppose les Militaires Sans Frontières à une nouvelle génération d'armes. Outre un Metal Gear doté d'une intelligence artificielle destinée à lancer des ogives nucléaires sans état d'âme, trois armes I.A. ont été développées. Ces armes I.A. ont pour principal point sensible leur système I.A., une sorte de gros cylindre rouge et noir, et elles se remarquent par un chant qu'elles émettent, notamment au moment d'attaquer.

### Pupa
La première des trois armes I.A. développées dans le cadre du projet Peace Walker, le design du Pupa (pupe en français) évoque celui du Shagohod. Sa façon de se déplacer est également proche du Shagohod, mais le Pupa est également capable d'effectuer des sauts à une hauteur considérable, et son armement diffère.

### Chrysalis
La deuxième arme I.A., le Chrysalis (chrysalide en français) est un engin volant capable d'esquiver des missiles. Le Chrysalis est armé d'un canon électrique, et peut envoyer des Kidnappers, des engins volants ancêtres des Cyphers.

### Cocoon
Troisième et dernière des armes I.A., le Cocoon (cocon en français) est de loin le plus massif. Il s'agit d'une véritable forteresse mobile, très lourdement armée et très solide. Son armement est composé d'une multitude de mitrailleuses et de volley guns latéraux et frontaux, de six mitrailleuses lourdes gatling, de lance-missiles "hérisson" (missiles anti sous-marins modifiés par Huey), de missiles guidés, d'un gigantesque bras articulé muni d'une tronçonneuse ainsi que d'une mitrailleuse et dispose d'un puissant canon antichar . De plus, sa masse et son étonnante mobilité (il est capable de monter à la verticale) lui permettent d'effectuer de dangereuses charges.

### Le Peace Walker
Conçu par Huey et Strangelove (pour l'I.A.), le Metal Gear Peace Walker est capable de lancer une frappe nucléaire en représailles sans ressentir d'état d'âme qui, de l'avis de plusieurs personnages, empêcherait n'importe quel être humain de provoquer un génocide à l'échelle mondiale. Strangelove a configuré l'intelligence artificielle du Peace Walker de façon que celui-ci pense et agisse à la manière de The Boss, appelée « Unité Mammifère ». Son armement est constitué d'un lance-flammes, de mines S (sortes de mines volantes qui explosent en de multiples fragments), de missiles fouisseurs, de roquettes, d'un laser paralysant, d'une ogive nucléaire dévastatrice ainsi que d'une fonction d'autodestruction ayant pour but d'être activée en territoire ennemi et faisant exploser une bombe à hydrogène dissimulée dans la sphère sur la tête du Peace Walker.

## Metal Gear ZEKE
Le Metal Gear des Militaires Sans Frontières, conçu par Huey sur Outer Heaven. Le ZEKE se développe grâce aux pièces ramenées par Big Boss à partir des I.A. qu'il détruit, ce qui fait que les caractéristiques du ZEKE dépendront des choix du joueur, qui pourra l'envoyer en mission.
À noter que ZEKE est le nom de code allié pour le Mitsubishi A6M Zero japonais. 
Un ZEKE entièrement fini sera constitué d'un canon électrique, d'un réacteur dorsal (faisant aussi office de propulseurs), de lance-roquettes, de trois mitrailleuses à cadence rapide et d'un blindage assez efficace.

## Metal Gear TX-55
Bien des années plus tard, en 1995, un nouveau Metal Gear fait son apparition à Outer Heaven.
Il a maintenant adopté la position debout, ce qui le rend très mobile et lui permet de se déplacer sur n'importe quelle surface et donc d'envoyer un missile nucléaire de n'importe où. Devant cette menace, Solid Snake est envoyé pour le détruire.
Le TX-55 est détruit avant d'avoir été achevé, ce qui fait que sa puissance de feu est inconnue. Il est d'ailleurs le seul modèle à ne pas avoir été combattu directement.

## Metal Gear D
Le développement du Metal Gear a repris à Zanzibar Land, une nation d'Asie centrale indépendante depuis 1997 et gouvernée par la junte militaire. Mis au point par le Dr Pettrovich Madnar, le Metal Gear D est une évolution du TX-55. Les deux modèles sont relativement proches, à part le blindage qui semble avoir été renforcé, et le lance-missiles, plus puissant. Le prototype sera détruit par Solid Snake lors de sa mission à Zanzibar en 1999.

## Metal Gear REX
Le Metal Gear Rex a été inventé par Hal Emmerich pour le compte d'ArmsTech et est issue des toutes dernières technologies. Développé en secret sur l'île de Shadow Moses, il tombe entre les mains des terroristes dirigés par Liquid Snake. Une fois n'est pas coutume, Solid Snake est envoyé pour clarifier la situation. Il apprend que la machine est capable d'effectuer une frappe nucléaire, alors qu'elle avait été créée à l'origine dans un but défensif.
Son pilotage se fait virtuellement. Le pilote est totalement à l'abri dans le cockpit et a accès aux informations extérieures grâce au radome. Mais si ce dernier est détruit, le système de secours se met en route, le « bec » s'ouvre et le pilotage se fait alors manuellement. L'inconvénient est que le pilote et le panneau de contrôle sont vulnérables.
Il est équipé de mitrailleuses, d'un laser et de lance-missiles mais son arme principale est son canon à rampe. Celui-ci envoie le projectile par force magnétique (système d'aimantation par supraconductivité) et ne consume alors aucun carburant. L'ogive nucléaire n'est donc pas considérée comme un missile et respecte ainsi les conventions internationales. Mais ce qui fait du Rex une arme ultime, c'est que le décollage est indétectable par les radars et satellites anti-missiles, le missile ne propageant pas de chaleur. L'interception est donc impossible.
En revanche, REX est très vulnérable aux grenades à brouillage électronique que Solid Snake utilise pour l'immobiliser. Il est vulnérable aux munitions HEAT mais pas aux Stingers, sauf son radar ainsi que son poste de pilotage une fois exposé.

## Metal Gear RAY
Revolver Ocelot vole le disque optique contenant les données sur le Rex. Grâce à lui, chaque pays se voit disposer d'un modèle de Metal Gear. Pour stopper cette prolifération et redonner aux États-Unis leur suprématie militaire, les Marines mettent au point le Ray, conçu pour détruire les autres Metal Gear. L'organisation non gouvernementale Philanthropy envoie Snake prendre en photo l'engin, pour ensuite les diffuser sur le net afin de révéler au monde son existence. 
Le Ray étant amphibie, sa structure se voit alors adaptée à l'élément liquide. La forme générale est donc bien plus fine et hydrodynamique que celle de son ancêtre, le Rex. Exit le gigantesque canon à rampe. Il dispose tout de même des classiques mitrailleuses, de lance-missiles et d'un canon hydraulique (projection à forte pression d'eau préalablement aspirée).
En 2018, en Afrique, Raiden rencontre un nouveau type de Metal Gear RAY. Ce modèle a été développé par les sociétés militaires privées World Marshal et Desperado Enforcement LLC. Tous les muscles artificiels du RAY initial ont été remplacés par une nouvelle génération de muscles de carbone, à la fois beaucoup plus puissants et beaucoup moins volumineux. L'exosquelette du RAY s'est donc vu libérer de la place, ce qui a permis d'embarquer des armes supplémentaires. Ce RAY dispose en effet de plusieurs têtes mitrailleuses sur les épaules et les cuisses. Son canon hydraulique a été remplacé par un puissant canon plasma. Mais l'ajout le plus remarquable de ce modèle est sans aucun doute les deux gigantesques lames haute fréquence rétractables, qui se cachent dans chacun des bras de l'engin. Des lames capables de trancher d'un seul coup des immeubles entiers. Bien entendu, ce modèle conserve aussi les lance-missiles du modèle initial, tout comme sa capacité à aller dans l'eau.
Ce RAY amélioré n'a pour l'instant été rencontré qu'en modèle automatique, agissant grâce à une intelligence artificielle, et ne pouvant embarquer aucun pilote.

## Arsenal Gear
L'Arsenal Gear apparaît dans Metal Gear Solid 2: Sons of Liberty. C'est une forteresse mobile submersible développée par l'US Navy pour le compte des Patriotes (mais à l'insu des Marines) dans le but de leur permettre de conserver le pouvoir. Caché en secret sur le site de la Big Shell, il possède une intelligence artificielle, le GW, capable de capter et de censurer les données échangées dans le monde entier. L'Arsenal Gear a aussi accès à l'intégralité du réseau militaire américain, permettant un contrôle total des forces armées. Les Patriotes peuvent donc modifier les informations à leur guise pour garder la population mondiale sous leur contrôle. Afin d'attirer les membres de la Dead Cell, les Patriotes feront croire que l'Arsenal Gear est aussi doté d'une bombe nucléaire à hydrogène purifié.
Le programme qui gère les fonctions de l'Arsenal est conçu comme un organisme vivant. Ainsi si un programme inconnu pénètre le système, des programmes de défense vont immédiatement se créer et agir comme des anticorps. Cela le rend autonome et extrêmement résistant à toute attaque virale ou à toute tentative de hacking (sauf au virus créé par Emma Emmerich pour détruire le système GW, et remit à Raiden par le président Johnson).
Pourtant, comme le dit Solidus, si elle n'est pas défendue, cette forteresse se transformera vite en un gigantesque cercueil à la première attaque d'envergure. C'est pourquoi vingt-cinq Ray sont nécessaires pour la défendre.
L'Arsenal Gear est une métaphore pour exprimer le changement de type de guerre des dernières décennies du XXe siècle, c’est-à-dire, le passage d'une guerre ou menace nucléaire à une guerre de culture, d'information et donc d'espionnage.

## Outer Haven
Outer Haven est un navire de guerre submersible qui apparaît dans Metal Gear Solid 4: Guns of the Patriots. Il s'agit d'un prototype d'Arsenal Gear modifié et plus large que son prédécesseur. Il mesure 630 mètres de long. Le pont du vaisseau est orné d'une sorte de Mont Rushmore avec les têtes de Solid Snake, Liquid Snake et Solidus Snake, ainsi que leur « père », Big Boss.
Ce navire fut dérobé aux Patriotes par Liquid Ocelot.

## Gekkō
Le Gekkō qui apparait dans Metal Gear Solid 4, est un nouveau type de Metal Gear, c'est un robot bio-mécanique. De son vrai nom IRVING, il est piloté par une intelligence artificielle. Plus petit que les modèles déjà rencontrés, il est armé d'un lanceur de missiles anti-char, d'un canon et d'un lance-grenades. Cependant, leur façon de combattre est plutôt anthropomorphique. En effet, ce robot saute, assène des coups de pied, écrase et peut aussi attraper des objets. Son design se rapproche au niveau des jambes du Ray et au niveau du crâne du Rex.
Il existe des modèles réduits (appelés Gekkōs nains) semblables à une sphère entourée de trois bras anthropomorphiques leur permettant de se déplacer, d'escalader les murs et d'agripper les ennemis. Ils possèdent également un système de détection de mouvements. Plusieurs Gekkōs nains peuvent se stocker sur un Gekkō classique. Ce dernier les transporte alors comme des bagages et les déploie quand la situation le demande.

## Metal Gear Mk.II
Le Metal Gear Mk.II qui apparait dans Metal Gear Solid 4, est un robot miniature inventée par Otacon. Le robot peut être contrôlé manuellement à distance. Il permet de communiquer, de visualiser et d'enregistrer des vidéos (espionnage) ou encore de neutraliser les ennemis en les électrocutant. Il existe également une version Metal Gear Mk.III. Ce robot est mû par un processeur CELL, le même type de processeur qui équipe la PlayStation 3.
Le Metal Gear MK.II est apparu pour la première fois dans le jeu Snatcher, développé par Hideo Kojima.